# بوريس ستارلينغ
بوريس ستارلينغ (بالإنجليزية: Boris Starling)‏ (1969، لندن الكبرى في المملكة المتحدة)؛ كاتِب ومؤلِّف وروائي بريطاني.